# 오스트리아의 세계유산

오스트리아의 세계유산은 세계유산 위원회를 거쳐 유네스코 세계유산에 등재된 오스트리아의 세계유산을 일컫는다. 오스트리아는 11건의 문화유산과, 1건의 자연유산을 보유하고 있다.

## 목록

### 문화유산
| No. | 사진       | 등록명                                            | 소재지                                               | 등록년도 | 등록기준      | 유네스코 지정번호 | 비고                          |
| 1   |            | 잘츠부르크 역사 지구                              | 잘츠부르크주                                         | 1996년   | (ⅱ), (ⅳ), (ⅵ) | 784               |                               |
| 2   |            | 쇤브룬궁전과 정원                                 | 빈                                                   | 1996년   | (ⅰ), (ⅳ)      | 786               |                               |
| 3   |            | 잘츠카머구트 지방의 할슈타트-다흐슈타인 문화 경관 | 오버외스터라이히주 잘츠부르크주 슈타이어마르크주     | 1997년   | (ⅲ), (ⅳ)      | 806               |                               |
| 4   |            | 제메링 철도                                       | 니더외스터라이히주 슈타이어마르크주                  | 1998년   | (ⅱ), (ⅳ)      | 785               |                               |
| 5   |            | 그라츠 역사 지구와 에겐베르크성                   | 슈타이어마르크주                                     | 1999년   | (ⅱ), (ⅳ)      | 931               |                               |
| 6   |            | 바하우 문화 경관                                  | 니더외스터라이히주                                   | 2000년   | (ⅱ), (ⅳ)      | 970               |                               |
| 7   |            | 빈 역사 지구                                      | 빈                                                   | 2001년   | (ⅱ), (ⅳ), (ⅵ) | 1013              | 위험에 처한 세계유산 (2017년) |
| 8   |            | 페르퇴 / 노이지들러호 문화 경관                   | 오스트리아 부르겐란트주 헝가리 버시주                | 2001년   | (ⅴ)           | 772               | 헝가리와 공유                 |
| 9   |            | 알프스 주변의 선사 시대 호상 가옥                 | 오스트리아 독일 스위스 슬로베니아 이탈리아 프랑스    | 2011년   | (ⅳ), (ⅴ)      | 1363              | 6개국 공동 등재               |
| 10  |            | 로마 제국의 국경 - 도나우의 리메스 (서부)         | 오스트리아 독일 슬로바키아                           | 2021년   | (ⅱ), (ⅲ), (ⅳ) | 1608              |                               |
| 11  | 바덴바이빈 | 유럽의 대 온천 마을                               | 오스트리아 독일 벨기에 체코 프랑스 이탈리아 잉글랜드 | 2021년   | (ⅱ), (ⅲ)      | 1613              | 7개국 공동 등재               |

### 자연유산
| No. | 사진 | 등록명                                                               | 소재지 | 등록년도             | 등록기준 | 유네스코 지정번호 | 비고             |
| 1   |      | 카르파티아 및 유럽의 기타 지역에 생육하는 고대 및 원시 너도밤나무 숲 | 오스트리아 독일 루마니아 벨기에 보스니아 헤르체고비나 북마케도니아 불가리아 스위스 스페인 슬로바키아 슬로베니아 알바니아 우크라이나 이탈리아 체코 크로아티아 폴란드 프랑스 | 2007년 2011년 2017년 | (ⅸ)      | 1133              | 12개국 공동 등재 |

## 지역별 분포
문화유산 (1.알프스 주변의 선사 시대 호상 가옥)
 자연유산 (2.카르파티아 및 유럽의 기타 지역에 생육하는 고대 및 원시 너도밤나무 숲)
 복합유산